# Luis Valero Bermejo
Luis Valero Bermejo (Zaragoza, 13 de febrero de 1917-Madrid, 16 de marzo de 1995) fue un abogado y político español, gobernador civil de la provincias de Ávila y Navarra durante la dictadura franquista, y miembro del consejo de administración de diversas empresas energéticas. Vinculado al llamado búnker durante la Transición, fue uno de los dirigentes de la Confederación nacional de Excombatientes.

## Biografía
Nacido el 13 de febrero de 1917 en Zaragoza, fue militante japista en su juventud. Tras el estallido de la Guerra civil se unió a las fuerzas sublevadas, tomando parte en el conflicto. Durante la contienda fue alférez provisional.
En 1940 sería nombrado delegado provincial de Sindicatos para la provincia de Guipúzcoa.
Entre 1944 y 1949 ejercería como gobernador civil de Ávila. Con una filiación falangista y afín a una cosmovisión uniformalizadora y centralista, se convirtió en gobernador civil de Navarra el 26 de febrero de 1949, al suceder a Juan Junquera, y desempeñó el cargo hasta 1954. A pesar de que trató de recabar el mayor apoyo posible para el nombramiento de Miguel Gortari como alcalde de Pamplona en 1949 -incluso el del obispo- encontró resistencia entre algunos elementos carlistas integrantes del ayuntamiento de la ciudad. Durante su mandato trató de incrementar la influencia del «Movimiento» sobre los ayuntamientos de la provincia. En abierto conflicto con la Diputación, remitió a Madrid un informe crítico hacia el régimen foral navarro.
En 1954 fue nombrado director del Instituto Nacional de Vivienda, sustituyendo al fallecido Federico Mayo. Ejerció el cargo de procurador en las Cortes franquistas entre 1954 y 1957 y entre 1964 y 1971, tanto en calidad de consejero nacional como en representación de la Organización Sindical. Subsecretario del Ministerio de Hacienda entre 1965 y 1967, también ejerció como presidente en la empresa estatal Enagás, en Butano S.A. y en Repesa.
En 1974 fue elegido secretario de la Confederación Nacional de Excombatientes. Consejero delegado de DYRSA, sociedad editora de El Alcázar, también colaboró en dicha publicación. Antes de las elecciones generales de 1977 defendió desde las páginas de El Alcázar que «la tendencia de la confederación será la integración máxima de votos al llamado franquismo sociológico —para mí neofranquismo—»; estas expectativas no se vieron refrendadas a la postre con un buen resultado en las urnas. Igualmente, en respuesta a la legalización del Partido Comunista de España, Valero fue una de las voces desde la extrema derecha que había reaccionado comparando a Adolfo Suárez con Kerensky, sosteniendo que «ningún partido comunista que haya existido jamás en la historia, ni en nación alguna, ha encontrado en el presidente Suárez un defensor táctico tan eficaz. Kerenski fue un párvulo al lado del anunciado candidato señor Suárez».
Fue uno de las figuras del búnker que se congregaron en Guadalajara el 4 de diciembre de 1976 para asistir a la inauguración de una estatua de Franco idea de la junta coordinadora de la Confederación de Combatientes de Guadalajara y obra de Antonio Navarro Santafé.
En agosto de 1978 el Juzgado de Instrucción de Guadalajara le procesó junto a Alfonso de Figueroa y Melgar, duque de Tovar, por un supuesto delito de injurias al monarca, Juan Carlos I, que habría acontecido en dicha ciudad durante un mitin apoyado por Fuerza Nueva y la Confederación Nacional de Excombatientes que tuvo lugar el 1 de abril de 1978, en el cual Valero habría sostenido que «Nosotros sabemos perfectamente quiénes son los traidores, desde el más alto y rubio al más bajo y moreno».
Activo colaborador de la Confederación Nacional de Excombatientes con la Liga Anticomunista Mundial (World Anti-Communist League, WACL), organización internacional de corte fascista impulsada por la CIA, asistió a su xii sesión de reuniones de su comité ejecutivo celebrada en Paraguay en noviembre de 1979.
En 1980 todavía pertenecía como miembro del Cuerpo de Abogados del Estado en ejercicio.
Falleció en Madrid el 16 de marzo de 1995.

## Distinciones
- Gran Cruz de la Orden del Mérito Civil (1950)[28]
- Gran Cruz de la Orden de Cisneros (1957)[29]
- Gran Cruz del Mérito Naval, con distintivo blanco (1967)[30]
- Gran Cruz de la Orden Imperial del Yugo y las Flechas (1968)[31]

## Obras
- — (1978). La Constitución y los siete enanitos. Crónicas sobre la manzana de la discordia. Madrid: Vassallo de Mumbert.[32][b]